# Trofim Kostiuk
Trofim Jakowlewicz Kostiuk (ros. Трофим Яковлевич Костюк, ur. 6 września?/19 września 1905 we wsi Kowaliwka w guberni podolskiej, zm. we wrześniu 1941 k. wsi Czerewky w obwodzie kijowskim) – radziecki i ukraiński polityk, członek KC KP(b)U (1940-1941).
Od 1926 w WKP(b), 1926-1931 przewodniczący miejskiego komitetu ruchu ulicznego i telegrafu w stanicy Chrystyniwka (Kolej Południowo-Zachodnia), 1931-1933 kierownik przedsiębiorstwa handlowego w tej stanicy i w Koziatynie. 1933-1935 kierownik mobilnej grupy wydziału drogowego zaopatrzenia robotniczego Kolei Południowo-Zachodniej, 1935-1937 studiował w Ukraińskiej Akademii Handlu Radzieckiego (ukończył ją zaocznie w 1941), 1937-1938 kierownik obwodowego oddziału handlu radzieckiego w Kijowie, 1938-1939 zastępca przewodniczącego, a od stycznia 1940 do śmierci przewodniczący Komitetu Wykonawczego Rady Obwodowej w Kijowie. Od 17 maja 1940 do śmierci członek KC KP(b)U. 7 lutego 1939 odznaczony Orderem „Znak Honoru”. Zginął w czasie agresji Niemiec na ZSRR.